# Russian Roulette
Russian Roulette (с англ. — «Русская рулетка») — седьмой студийный альбом группы Accept, вышедший в 1986 году, последний записанный с вокалистом Удо Диркшнайдером перед его уходом из группы (до последующего воссоединения в 1993 году) и гитаристом Йоргом Фишером. Получившийся в результате альбом Russian Roulette стал попыткой вернуться к более агрессивному стилю, но этот шаг привел к напряженности в группе по поводу дальнейшего направления Accept.

## Об альбоме
Для записи альбома квинтет отправился в Dierks Studios в Западной Германии, где они пробыли с октября 1985 по январь 1986 года. Сведение проходило в той же студии, а для мастеринга музыканты переехали в Нью-Йорк, где работали над мастер-диском. Желание сделать звучание предыдущего альбома более доступным и вернуться к металлу было настолько велико, что они уволили Дитера Диркса, который продюсировал «Metal Heart», и продюсировали альбом самостоятельно.
В альбоме группа возвращается к более мрачному и тяжёлому звучанию, которое было свойственно ранним релизам. Вольф Хоффманн объяснил решение группы: «В этой записи, возможно, мы пытались вернуться к нашему естественному, не отшлифованному звучанию. На самом деле мы не были довольны отполированным и чистым звучанием Metal Heart».  
Изначально альбом должен был называться War Games, однако в связи с выходом одноимённого фильма и диска группы Grave Digger название альбома вынуждены были сменить. Такое же название было и у заглавной композиции альбома, это можно заметить по припеву песни.
Петер Балтес объясняет, что название и обложка альбома выражает сильные антивоенные темы, звучащие на протяжении всего альбома, показывая войну как игру в русскую рулетку: «Это означает — иди и играй в эту игру, хоть ты и понимаешь, какая она глупая. Один обязательно умрёт». «Весь альбом Russian Roulette был пропитан этой темой милитаризма», —  вспоминает гитарист Вольф Хоффманн. «На обложке альбома определенно были [мы] в русских военных костюмах, но на сцене это были в основном просто фэнтезийные вещи, военная форма и все такое. Это то, что нам тогда очень нравилось».
Открывающая альбом песня «TV War» немного похожа на «Fast as a Shark» по стилю и ритму. В текстовом плане это трек о привычках потребления телевидения людьми, для которых телевидение иногда становится центром их жизни. Песня «Monsterman» с характерным грувом и гармоничным вокалом затрагивает проблему эвтаназии в больницах, которая в то время стала предметом большого внимания СМИ. Заглавный трек альбома, «Russian Roulette», о конкретной ситуации в армии: об отношениях власти и доминирования, в которых солдаты искренне наслаждаются подчинённым послушанием и даже не задумываются о том, что на самом деле с ними происходит: игра с оружием может быстро превратиться в горькую реальность и, в конечном итоге, станет игрой смерти, в которой нет победителей. В музыкальном плане песня включает в себя  большое количество хоров для формирования у слушателя ощущение пребывания в армии. 
Песня «Heaven Is Hell», открывающая вторую сторону оригинального LP, изначально была записана с церковным хором города Пульхайма, но в конечном итоге группа не смогла использовать материал, поэтому музыканты спродюсировали хоры сами. Послание песни о том, как слишком часто в истории люди воевали и убивали друг друга из-за религиозных разногласий, иногда при поддержке церкви. Людям снова и снова говорили верить во что-то, но когда доходит до дела, они просто пушечное мясо, их вера превращается в бессмысленную религиозную войну. 
Журнал American Songwriter выделяет песню «Stand Tight» — заключительную часть седьмого альбома группы, которая обладает интенсивным, гнетущим чувством, полным армейских команд и напыщенных скандирований. «Исследуя военную дегуманизацию»,  — пишет журнал, «которая относилась как к военнопленным, так и к солдатам, тренирующимся под надзором сурового сержанта, это один из главных антивоенных гимнов Accept, и в нем есть эффектные куплеты без традиционной схемы рифмовки».

## Релиз и критика
Russian Roulette был выпущен в апреле 1986 года и достиг наивысшей позиции в чартах своей собственной страны (составленных Media Control) на пятом месте, войдя в музыкальные хит-парады ещё нескольких европейских стран и США.
Журнал Decibel в своей рецензии пишет: «Очевидно, что группа в этот момент разваливалась, так как это был последний альбом с Удо Диркшнайдером за микрофоном до его возвращения для трёх альбомов позже. Тем не менее, он превосходит более поздние работы группы только благодаря «Monsterman» и другому крепкому материалу, например, «Man Enough to Cry», «Walking in the Shadow» и классному гимновому завершению «Stand Tight». Russian Roulette показывает, сколько магии было у Accept в 1980-х — даже на закате они всё ещё умудряются записать неплохой альбом».
Немецкое издание журнала Metal Hammer считает, что за исключением нескольких заимствований («Heaven Is Hell» — «For Those To Rock», «Monsterman» — «You’ve Got Another Thing Comin’» в средней части), которые едва заметны, и несколько чрезмерного использования различных хоров, в этом альбоме нет ничего плохого. «Напротив, Accept в своей лучшей форме, а сочетание голоса Удо (в «Heaven Is Hell») и его наряда, который сидит как влитой, войдет в историю хэви-метала. С этим альбомом Accept наконец-то нашли здоровую золотую середину между тяжестью и коммерциализацией», — пишет журнал.
Музыкальный критик Мартин Попофф, включивший Russian Roulette в свой список «Топ 500 хэви-метал альбомов всех времён», считает его не самым лучшим альбомом группы, однако отмечает, что его главные гимны, «Aiming High» и «Monsterman», записаны с юмором и безупречной точностью.

## Список композиций
Все песни написаны Accept и Deaffy.
Сторона 1 LP
1. «T.V.War» «Телевизионная война» (3:29)
2. «Monsterman» «Человек-монстр» (3:26)
3. «Russian Roulette» «Русская рулетка» (5:22)
4. «It’s Hard to Find A Way» «Это нелегко — найти свой путь» (4:19)
5. «Aiming High» «Нацелен на большее» (4:24)

Сторона 2 LP
1. «Heaven is Hell» «Небеса там, где ад» (7:12)
2. «Another Second to Be»  «Осталась лишь секунда» (3:17)
3. «Walking in the Shadow» «Иду в тени» (4:27)
4. «Man Enough to Cry» «Мужик, хватит ныть» (3:13)
5. «Stand Tight» «Стоим насмерть»  (4:05)

## Синглы
- T.V.War (1986)
- It’s Hard to Find A Way (1986)

## Некоторые релизы
- Russian Roulette (RCA, PL70972), LP, ФРГ, 1986
- Russian Roulette (Portrait Records, BFR40354), LP, США, Канада, 1986
- Russian Roulette (Portrait Records, RPT26893), LP, Великобритания, 1986
- Russian Roulette (Portrait Records, RPT26893), LP, Великобритания, Испания, Греция, 1986
- Russian Roulette (Portrait Records, PR33107), LP, Австралия, 1986
- Russian Roulette (Magnetic Record, 2405021), LP, Франция, 1986
- Russian Roulette (Epic\Sony, 28 3P 738), LP, Япония, 1986
- Russian Roulette (Polydor, 829028-1), LP, Швеция, 1986
- Russian Roulette (Indisc, DIL 3587), LP, Бельгия, 1986
- Russian Roulette (High Stereo, 023), LP, Корея, 1986
- Russian Roulette (Epic, 144888), LP, Бразилия, 1986
- Russian Roulette (CBS, CBS 120758), LP, Аргентина, 1986
- Russian Roulette (Portrait Records, RK 40354), CD, ФРГ, 1986
- Russian Roulette (RCA, ND 75377), CD, США, Канада, 1986
- Russian Roulette (???, ???), CD, 2001

+ бонус Metal Heart (live) и Screaming For A Love-Bite (live)

## Позиции в чартах
| Чарт                             | Высшая Позиция |
| -------------------------------- | -------------- |
| Германия (Media Control)         | 5              |
| Норвегия (VG-lista)              | 16             |
| Швеция (Sverigetopplistan)       | 9              |
| Швейцария (Schweizer Hitparade)  | 23             |
| Великобритания (UK Albums Chart) | 80             |
| США (Billboard 200)              | 114            |

## Участники записи
- Удо Диркшнайдер — вокал
- Вольф Хоффман, — гитара
- Петер Балтес — бас-гитара
- Йорг Фишер — гитара
- Штефан Кауфманн — ударные

Другие лица
- Михаэль Вагенер — звукооператор, сведение
- Se — обложка